# 價電子
價電子（英語：valence electron）或价层电子（valence shell electron），是原子核外电子中能与其他原子相互作用形成化学键的电子。价层（valence shell）或价壳层、价电子层，是一组在能量上可接受电子以形成化学键的轨域。

## 簡介
一般而言，主族元素的价电子就是“最外層電子”，即主族元素原子的主量子数最大的那层电子。过渡元素的价电子则可包括“次外层电子”，即过渡元素的价电子不仅是主量子数最大的那层电子，次外层电子也可以成为价电子。某些元素的倒数第三层电子也可以成为价电子。
價電子在決定一元素如何與其他元素進行化學反應時起了重要作用：原子的價電子愈少，原子就愈不穩定亦愈容易反應。
價電子通常处於最外层的电子轨道，且可以在原子间形成化学鍵的电子。價電子表示有形成化学键能力的电子，和已经形成化学键的电子是不同的。此外，價電子同時亦決定該元素的電導率。
普通元素的价电子位于最外层；但是，过渡金属的价电子可能也出现在d軌域（英語：d-Orbital）。
价电子若吸收热能或光能而跳脱原子核的束缚能，该原子即称为离子，此过程为离子化；而脱离的电子，称为自由电子。

## 各族價電子的數量
| 價電子 |
| --- |
| Helium atom (not to scale)                                                                                   |
| 氦原子模型 這個氦（He）模型展示了位於最 外能量層的兩個價電子。 氦是稀有氣體的一員並有兩個 質子、中子及電子。 |

元素的價電子數是由元素週期表中的族所決定的，次元素就是這樣被分類。除週期表中的副族（又稱B族，第3-12族，即過渡金屬）外，個位數用以識別每直行下元素的價電子數。
| 週期表族                  | 價電子 |
| ------------------------- | ------ |
| 第I族（鹼金屬)，氢        | 1      |
| 第II族（鹼土金屬）        | 2      |
| 副族（過渡金屬）          | 99*    |
| 第III族（硼族）           | 3      |
| 第IV族（碳族）            | 4      |
| 第V族（氮族）             | 5      |
| 第VI族（氧族）            | 6      |
| 第VII族（鹵素族）         | 7      |
| 第VIII族或第0族（貴氣體） | 8**    |

* 價電子一般不對過渡金屬有用。
** 除氦以外，因为氦只有兩個價電子。

## 化學反應中的價電子
一原子最外層電子殼的價電子支配原子的化學鍵作用。因此，相同價電子數的原子在元素週期表被放置於同一列。一般來說，原子價的電子數與穩定原子（即同週期的惰性氣體原子）的原子價個數差距愈少，活性就愈高。所以第I族鹼金屬非常活潑，該族包括了鋰、鈉及鉀，它們是金屬中活性最高的一群。
每一個原子，如果有滿原子價的話都穩定得多，活性亦會低得多。而實現如此有兩個方式：一個原子跟鄰近原子分享電子，形成共價鍵；一個原子從其他原子中搶走電子，形成離子鍵。其中，若離子鍵需要一個原子把它的一些電子送給另一個原子，特稱為配位共價键。
化學鍵詳見下列條目：共价键*、离子键**、金属键。
* 共價鍵就是握手式的黏接及綁住。
** 離子鍵就是電容器形式的黏接及綁住。原始條件是高電壓原子與低電壓原子遠端存在以使電子從高電壓原子往低電壓原子流動。當這2個原子的電壓等值時，即完成了電容器的電壓平衡，於是離子鍵便形成了。而高電壓原子被稱為配合共價鍵是因為流動的電量主要由低電壓原子決定。

## 外部連結
- Valence Electrons | Clackamas Community College